# Ferenc Kendi
Ferenc Kendi, né à une date inconnue et décédé le 31 août 1558 à Gyulafehérvár, est un militaire et un homme politique hongrois, voïvode de Transylvanie de 1553 à 1556. 

## Histoire
Il contribue en 1534 à la capture de Alvise Gritti par le prince István Maylád. Il est banni par le roi Jean Szapolyai en 1540 puis gracié par la reine Isabelle. Le roi Ferdinand Ier le nomme en 1553 voïvode de Transylvanie, charge qu'il occupera jusqu'en 1556 aux côtés de István Dobó. Il est exécuté avec son frère Antal pour trahison le 31 août 1558 sur ordre d'Isabelle. Ils tentèrent en effet, avec Ferenc Bebek (hu), de la renverser du trône transylvain durant l'un de ses séjour en Pologne.

## Sources
- Magyar Életrajzi Lexikon